# اچ‌ام‌اس ترایدنت (۱۸۴۵)
اچ‌ام‌اس ترایدنت (۱۸۴۵) (به انگلیسی: HMS Trident (1845)) یک کشتی بود که طول آن ۱۸۰ فوت (۵۵ متر) بود. این کشتی در سال ۱۸۴۵ ساخته شد.